# Alia Shawkat
Alia Martine Shawkat (Riverside, 18 aprile 1989) è un'attrice statunitense.

## Biografia
Suo padre discende da una famiglia irachena, la madre è di origini irlandesi, italiane e norvegesi. Il nonno materno era l'attore Paul Burke. Ha debuttato come attrice televisiva a 11 anni ed ha raggiunto la popolarità nel ruolo di Maeby Fünke nella serie televisiva Arrested Development - Ti presento i miei.

## Filmografia parziale

### Attrice

#### Cinema
- Three Kings, regia di David O. Russell (1999)
- Conciati per le feste (Deck the Halls), regia di John Whitesell (2006)
- Whip It, regia di Drew Barrymore (2009)
- Benvenuti a Cedar Rapids, regia di Miguel Arteta (2011)
- Damsels in Distress - Ragazze allo sbando (Damsels in Distress), regia di Whit Stillman (2011)
- Scusa, mi piace tuo padre (The Oranges), regia di Julian Farino (2012)
- Ruby Sparks, regia di Jonathan Dayton e Valerie Faris (2012)
- Botte di fortuna (The Brass Teapot), regia di Ramaa Mosley (2012)
- The To Do List - L'estate prima del college (The To Do List), regia di Maggie Carey (2013)
- Night Moves, regia di Kelly Reichardt (2013)
- Life After Beth - L'amore ad ogni costo (Life After Beth), regia di Jeff Baena (2014)
- Nasty Baby, regia di Sebastián Silva (2015)
- The Final Girls, regia di Todd Strauss-Schulson (2015)
- Green Room, regia di Jeremy Saulnier (2015)
- Niente cambia, tutto cambia (The Driftless Area), regia di Zachary Sluser (2015)
- Pee-wee's Big Holiday, regia di John Lee (2016)
- The Intervention, regia di Clea DuVall (2016)
- Le donne della mia vita (20th Century Women), regia di Mike Mills (2016)
- Blaze, regia di Ethan Hawke (2018)
- Duck Butter, regia di Miguel Arteta (2018)
- First Cow, regia di Kelly Reichardt (2019)
- Animals, regia di Sophie Hyde (2019)
- A proposito dei Ricardo (Being the Ricardos), regia di Aaron Sorkin (2021)
- Jackass Forever, regia di Jeff Tremaine (2022)
- The Listener, regia di Steve Buscemi (2022)
- Drift, regia di Anthony Chen (2023)
- Blink Twice, regia di Zoë Kravitz (2024)

#### Televisione
- Arrested Development - Ti presento i miei (Arrested Development) – serie TV, 84 episodi (2003-2019)
- Transparent - serie TV, 8 episodi (2017-2019)
- Living with Yourself - serie TV, episodi 1x03-1x04 (2019)
- Moonbase 8 - serie TV (2022)
- The Old Man - serie TV (2022)

### Sceneggiatrice
- Duck Butter, regia di Miguel Arteta (2018)

## Doppiatrici italiane
Nelle versioni in italiano delle opere in cui ha recitato, Alia Shawkat è stata doppiata da:
- Gemma Donati in The To Do List - L'estate prima del college, The Final Girls, The Old Man, Blink Twice
- Letizia Ciampa in Conciati per le feste, Scusa, mi piace tuo padre
- Erica Necci in Botte di fortuna, A proposito dei Ricardo
- Valeria Falcinelli in Transparent, Transparent Musicale Finale
- Monica Vulcano in Arrested Development - Ti presento i miei
- Emanuela Damasio in Ruby Sparks
- Alessia Amendola in Life After Beth - L'amore a ogni costo
- Gaia Bolognesi in Pee-wee's Big Holiday
- Jessica Bologna in Duck Butter
- Tiziana Avarista in Star Wars: Skeleton Crew

## Videoclip
- Our Deal dei Best Coast, diretto da Drew Barrymore